# Лубин, Эриксон
Эриксон Лубин (англ. Erickson Lubin; 1 октября 1995, Орландо, США) — американский боксёр. Среди профессионалов бывший чемпион Central American Boxing Federation (FECARBOX) (2014). Бывший претендент на титул чемпиона мира WBC в 1-м среднем весе (2017). Бывший чемпион по версии WBC Silver (2020—2022),

## Любительская карьера

### Золотые перчатки2013
Выступал в полусреднем весе (до 69 кг). В 1/8 финала победил Луиса де Хесуса. В четвертьфинале победил Ронни Мауреля Остиона. В полуфинале победил Карима Мартина. В финале победил Ардреала Холмса-младшего.

## Профессиональная карьера
26 ноября 2013 года дебютировал на профессиональном ринге, одержав победу нокаутом в 1-м раунде.
В 2016 году был признан «Проспектом года» по версиям ESPN и The Ring.
4 марта 2017 года нокаутировал в 4-м раунде мексиканца Хорхе Коту и стал обязательным претендентом на титул чемпиона мира в 1-м среднем весе по версии WBC.

### Чемпионский бой сДжермеллом Чарло
В августе 2017 года было объявлено, что 14 октября Лубин встретится с чемпионом мира в 1-м среднем весе по версии WBC не имеющим поражений американцем Джермеллом Чарло. Проиграл нокаутом в 1-м раунде.
9 февраля 2019 года досрочно победил экс-чемпиона мира американца Ише Смита.
19 сентября 2020 года победил бывшего претендента на титул чемпиона мира в 1-м среднем весе американца Террелла Гоше.
26 июня 2021 года нокаутировал в 6-м раунде экс-чемпиона мира в 1-м среднем весе доминиканца Джейсона Росарио.

### Чемпионский бой с Себастьяном Фундорой
9 апреля 2022 года встретился с не имеющим поражений американцем Себастьяном Фундорой. На кону стоял вакантный титул временного чемпиона мира в 1-м среднем весе по версии WBC. После 9-го раунда команда Лубина отказалась от продолжения боя.

### Отборочный бой с Ардрилом Холмсом
10 мая в Киссимми (Флорида, США) в главном поединке от ProBox TV состоялся элиминатор IBF в первом среднем веса с Ардрилом Холмсом (17-0, 6 КО). Первая половина боя осталась за Лубиным который был агрессивней, вследствие чего имел преимущество. Холмс пытался держать Лубина на джебе, боксировал осторожно, был пассивен и много передвигался. Несмотря на активную работу джебом на дистанции именно у Лубина джеб был точней и эффективней (18-11). Общие точные удары так же были у Любина (42-22) и к концу боя сохранялся двукратный разрыв. Холмс не плохо смотрелся в 5-м и 7-м раунде, где у него были точные попадания силовыми, но это ему не помогло. В 11-м раунде Лубин зажал Холмса у канатов и обрушил на него несколько точных попаданий. Рефери отсчитал нокдаун, но дал продолжить. После возобновления Холмс почти не отвечал на удары и рефери остановил бой. Лубин стал претендентом на титул IBF Бахрама Муртазалиева.

## Список профессиональных поединков
В таблице перечислены результаты всех поединков боксёров.
В каждой строке указан результат поединка. Дополнительно номер поединка обозначен цветом, который обозначает итог поединка. Расшифровка обозначений и цветов представлена в нижеследующей таблице.
| Пример | Расшифровка                     |
| ------ | ------------------------------- |
|        | Победа                          |
|        | Ничья                           |
|        | Поражение                       |
|        | Планируемый поединок            |
|        | Поединок признан несостоявшимся |
| КО     | Нокаут                          |
| ТКО    | Технический нокаут              |
| PTS    | Решение судей (по очкам)        |
| UD     | Единогласное решение судей      |
| MD     | Решение большинства судей       |
| SD     | Раздельное решение судей        |
| RTD    | Отказ от продолжения боя        |
| DQ     | Дисквалификация                 |
| NC     | Поединок признан несостоявшимся |

| 29 поединков, 27 побед (19 нокаутом), 2 поражения. | 29 поединков, 27 побед (19 нокаутом), 2 поражения. | 29 поединков, 27 побед (19 нокаутом), 2 поражения. | 29 поединков, 27 побед (19 нокаутом), 2 поражения.        | 29 поединков, 27 побед (19 нокаутом), 2 поражения. | 29 поединков, 27 побед (19 нокаутом), 2 поражения. | 29 поединков, 27 побед (19 нокаутом), 2 поражения. |
| Бой                                                | Дата                                               | Соперник                                           | Место проведения                                          | Результат                                          | Примечание |                                                    |
| -------------------------------------------------- | -------------------------------------------------- | -------------------------------------------------- | --------------------------------------------------------- | -------------------------------------------------- | --- | -------------------------------------------------- |
| 29                                                 | 10 мая 2025                                        | Ардреал Холмс-младший (17-0)                       | Silver Spurs Arena, Киссимми, Флорида, США                | TKO11 (12)                                         | Элиминатор IBF |                                                    |
| 28                                                 | 30 сентября 2023                                   | Хесус Рамос (20-0)                                 | Ти-Мобайл Арена, Лас-Вегас, Невада, США                   | UD12 (12)                                          | Счёт: 117-111, 116-112, 115-113. |                                                    |
| 27                                                 | 24 июня 2023                                       | Луис Ариас (20-3-1)                                | Minneapolis Armory, Миннеаполис, Миннесота, США           | KO 5 (10), 2:11                                    | |                                                    |
| 26                                                 | 9 апреля 2022                                      | Себастьян Фундора (18-0-1)                         | Virgin Hotels Las Vegas, Лас-Вегас, Невада, США           | RTD 9 (12), 3:00                                   | Бой за вакантный титул временного чемпиона мира в 1-м среднем весе по версии WBC. Лубин в нокдауне во 2-м раунде. Фундора в нокдауне в 7-м раунде.           |                                                    |
| 25                                                 | 26 июня 2021                                       | Джейсон Росарио (20-2-1)                           | Стэйт Фарм-арена, Атланта, Джорджия, США                  | КО 6 (12), 1:42                                    | Титул WBC Silver (1-я защита Лубина) в 1-м среднем весе. Росарио два раза в нокдауне в 6-м раунде.                                                           |                                                    |
| 24                                                 | 19 сентября 2020                                   | Террелл Гоше (21-1-1)                              | Mohegan Sun Casino, Анкасвилл, Коннектикут, США           | UD 12 (12)                                         | Элиминаторный бой по версии WBC в 1-м среднем весе. Вакантный титул WBC Silver в 1-м среднем весе. Счёт: 115-113, 116-112, 118-110.                          |                                                    |
| 23                                                 | 26 октября 2019                                    | Натаниэль Гэллимор (21-3-1)                        | Santander Arena, Рединг, Пенсильвания, США                | UD 10 (10)                                         | Счёт: 99-91 (все). |                                                    |
| 22                                                 | 29 июня 2019                                       | Закария Атту (29-6-2)                              | NRG Arena, Хьюстон, Техас, США                            | TKO 4 (12)                                         | Элиминаторный бой по версии WBC в 1-м среднем весе. Атту в нокдауне в 4-м раунде.                                                                            |                                                    |
| 21                                                 | 9 февраля 2019                                     | Ише Смит (29-10-0)                                 | Стабхаб Сентер, Карсон, Калифорния, США                   | RTD 3 (10)                                         | Смит три раза в нокдауне в 1-м раунде и один раз во втором.                                                                                                  |                                                    |
| 20                                                 | 28 апреля 2018                                     | Сильверио Ортис (37-21-0)                          | Don Haskins Center, Эль-Пасо, Техас, США                  | TKO 4 (10)                                         | |                                                    |
| 19                                                 | 14 октября 2017                                    | Джермелл Чарло (29-0-0)                            | Барклайс-центр, Нью-Йорк, штат Нью-Йорк, США              | KO 1 (12), 2:41                                    | Бой за титул чемпиона мира в 1-м среднем весе по версии WBC (2-я защита Чарло).                                                                              |                                                    |
| 18                                                 | 4 марта 2017                                       | Хорхе Кота (25-1-0)                                | Барклайс-центр, Нью-Йорк, штат Нью-Йорк, США              | TKO 4 (12), 1:25                                   | Элиминатор WBC в 1-м среднем весе. Кота в нокдауне в 4-м раунде. Счёт: 30-27, 30-27, 29-28.                                                                  |                                                    |
| 17                                                 | 10 декабря 2016                                    | Хуан Убальдо (23-1-0)                              | USC Galen Center, Лос-Анджелес, Калифорния, США           | KO2 (10)                                           | Убальдо два раза в нокдауне во 2-м раунде. |                                                    |
| 16                                                 | 16 июля 2016                                       | Иван Монтеро (20-1-0)                              | Legacy Arena, Бирмингем, Алабама, США                     | UD 8 (8)                                           | Счёт: 80-72 (все). |                                                    |
| 15                                                 | 18 июня 2016                                       | Даниель Сандоваль (38-3-0)                         | UIC Pavilion, Чикаго, Иллинойс, США                       | TKO 3 (8)                                          | |                                                    |
| 14                                                 | 31 января 2016                                     | Хосе Де Хесус Масиас (18-4-2)                      | Seminole Casino, Иммокали, Флорида, США                   | UD 10 (10)                                         | Счёт: 99-90 и 100-89 (дважды). |                                                    |
| 13                                                 | 28 ноября 2015                                     | Алексис Камачо (21-5-0)                            | The Bomb Factory, Даллас, Техас, США                      | KO 2 (10)                                          | Камачо в нокдауне в 1-м раунде. |                                                    |
| 12                                                 | 18 сентября 2015                                   | Орландо Лора (31-5-2)                              | Full Sail University, Уинтер-Парк, Флорида, США           | TKO 6 (10)                                         | Лора в нокдауне во 2-м раунде. |                                                    |
| 11                                                 | 26 июня 2015                                       | Айи Брюс (23-9-0)                                  | Little Creek Casino Resort, Шелтон, Вашингтон, США        | KO 1 (8)                                           | |                                                    |
| 10                                                 | 6 марта 2015                                       | Кеннет Конкил (8-0-0)                              | MGM Grand, Лас-Вегас, Невада, США                         | TKO 1 (8), 1:33                                    | Конкил три раза в нокдауне. |                                                    |
| 9                                                  | 6 февраля 2015                                     | Майкл Финни (12-1-1)                               | Beau Rivage Resort & Casino, Билокси, Миссисипи, США      | UD 8 (8)                                           | Счёт: 80-72 (все). |                                                    |
| 8                                                  | 14 ноября 2014                                     | Норберто Гонсалес (20-6-0)                         | PPG Paints-арена, Питтсбург, Пенсильвания, США            | UD 8 (8)                                           | Титул WBC FECARBOX в 1-м среднем весе (1-я защита Гонсалеса). Лубин в нокдауне в 1-м раунде. Гонсалес в нокдауне в 4-м раунде. Счёт: 78-73 и 78-72 (дважды). |                                                    |
| 7                                                  | 8 августа 2014                                     | Франсиско Хавьер Реса (12-10-0)                    | PPG Paints-арена, Питтсбург, Пенсильвания, США            | RTD 1 (6)                                          | |                                                    |
| 6                                                  | 10 июля 2014                                       | Ноэ Боланьос (24-9-1)                              | Американ-эйрлайнс-арена, Майами, Флорида, США             | UD 8 (8)                                           | Счёт: 80-72 (все). |                                                    |
| 5                                                  | 18 апреля 2014                                     | Хован Рамирес (3-1-0)                              | Convention Center, Монровилл, Пенсильвания, США           | KO 2 (4)                                           | Рамирес три раза в нокдауне в 1-м раунде и один раз во 2-м.                                                                                                  |                                                    |
| 4                                                  | 22 февраля 2014                                    | Тиробио Балл (4-1-1)                               | Sands Bethlehem Event Center, Бетлехем, Пенсильвания, США | TKO 3 (4)                                          | |                                                    |
| 3                                                  | 7 февраля 2014                                     | Роберто Асеведо (13-12-3)                          | UIC Pavilion, Чикаго, Иллинойс, США                       | RTD 1 (4)                                          | |                                                    |
| 2                                                  | 3 января 2014                                      | Луис Сантьяго (4-0-0)                              | Таргет-центр, Миннеаполис, Миннесота, США                 | KO 1 (4)                                           | |                                                    |
| 1                                                  | 26 ноября 2013                                     | Эрик Де Хесус (1-0-0)                              | BB&T-центр, Санрайз, Флорида, США                         | TKO 1 (4)                                          | |                                                    |
| Бой                                                | Дата                                               | Соперник                                           | Место проведения                                          | Результат                                          | Примечание |                                                    |

## Титулы и достижения

### Любительские
- 2013  Победитель турнира «Золотые перчатки» в полусреднем весе (до 69 кг).

### Профессиональные

#### Региональные
- Титул WBC FECARBOX в 1-м среднем весе (2014).
- Титул WBC Silver в 1-м среднем весе (2020—2022).

#### Другие
- «Проспект года» по версии ESPN (2016).
- «Проспект года» по версии The Ring (2016).